# Ferrovia Lison-Lamballe
La ferrovia Lison-Lamballe (Ligne de Lison à Lamballe in francese) è una linea ferroviaria francese a scartamento ordinario lunga 205,7 km che unisce il villaggio normanno di Lison con la cittadina bretone di Lamballe.

## Storia
Nel 1855 fu decisa la realizzazione di una linea secondaria che raggiungesse la cittadina normanna di Saint-Lô, rimasta tagliata fuori dal tracciato della ferrovia per Cherbourg. La concessione sulla nuova tratta fu assegnata alla Compagnie des chemins de fer de l'Ouest. Il 1º maggio 1860 la ferrovia Lison - Saint-Lô fu ufficialmente inaugurata. Otto anni dopo la Ouest ed il ministero dei Lavori Pubblici siglarono una convenzione per prolungare la linea sino alla località bretone di Lamballe, dove si sarebbe innestata nella ferrovia Parigi-Brest.
Il primo troncone tra Saint-Lô e Dol-de-Bretagne fu aperto il 30 dicembre 1878 mentre il secondo, tra Dol-de-Bretagne e Lamballe, fu inaugurato il 30 dicembre dell'anno seguente.
Tra il 1987 ed il 2006 è stato elettrificato solamente il tratto compreso tra Lison e Saint-Lô.